# Reazioni anaplerotiche
Le reazioni anaplerotiche sono quell'insieme di reazioni che servono per rifornire il ciclo di Krebs degli intermedi sottratti per la sintesi di vari composti (glucosio da acido ossalacetico, acidi grassi e steroli da acido citrico, ecc.) senza passare attraverso la formazione di Acetil-CoA.
Esse richiedono la fissazione dell'anidride carbonica. Solo gli autotrofi utilizzano come unica fonte di atomi di carbonio l'anidride carbonica. La fissazione fotosintetica dell'anidride carbonica richiede molta energia, ricavata negli autotrofi dalla fotosintesi (organismi fototrofi) o dall'ossidazione di molecole organiche o inorganiche (organismi chemiotrofi). Questo processo è molto importante perché fornisce le basi organiche utilizzate dagli organismi eterotrofi. I microrganismi possono fissare l'anidride carbonica inorganica, trasformarla in carbonio organico e assimilarlo in tre modi diversi. La maggior parte utilizza il ciclo di Calvin (o ciclo riduttivo del pentoso fosfato) che manca negli archea, negli anaerobi obbligati e nei microaerofili. Questi utilizzano una delle altre due vie, ovvero riduzione degli acidi tricarbossilici o la via dell'acetil-coenzima A.
Le principali reazioni anaplerotiche sono le seguenti:
1. La reazione catalizzata dalla piruvato carbossilasi che avviene nel mitocondrio e produce ossalacetato. È irreversibile.
2. La reazione catalizzata dalla PEP carbossi-chinasi (PEPCK), rendendo il PEP con aggiunta di anidride carbonica in ossalacetato. Questa reazione contribuisce alla formazione di ATP (o GTP) ed è reversibile.
3. La reazione catalizzata dall'enzima malico, reversibile, avviene nel citoplasma e dal piruvato produce acido malico che, entrando nel mitocondrio, può rifornire il ciclo di Krebs.
4. La reazione catalizzata dalla PEP carbossilasi, che è simile a quella catalizzata dalla PEPCK, ma utilizzata da piante, lieviti e batteri.
5. La trasformazione di alfa-chetoglutarato in ossalacetato sfruttando lo shuttle dell'ossalacetato/malato, in cui vengono utilizzati come intermedi l'aspartato e il glutammato.
6. La reazione che trasforma il propionil-CoA in succinil-CoA.
7. La reazione catalizzata dalla glutammato deidrogenasi che produce alfa-chetoglutarato.